# چه اتفاقی برای خانواده‌ام افتاده؟
چه اتفاقی برای خانواده‌ام افتاده؟ (انگلیسی: What Happens to My Family?؛‏ کره‌ای: 가족끼리 왜 이래) یک مجموعه تلویزیونی محصول کره جنوبی در سال ۲۰۱۴ با بازی یو دونگ گون، کیم هیون جو، یون پارک و پارک هیونگ شیک است. این مجموعه از ۱۶ اوت ۲۰۱۴ تا ۱۵ فوریه ۲۰۱۵، روزهای شنبه و یکشنبه ساعت ۱۹:۵۵ (کی‌اس‌تی) از کی‌بی‌اس۲ پخش شد.

## بازیگران

### اصلی
- یو دونگ گون در نقش چا سو بونگ
- کیم هیون جو در نقش چا کانگ شیم
- یون پارک در نقش چا کانگ جه
- پارک هیونگ شیک در نقش چا دال بونگ